# Fronteira Armênia–Turquia
A fronteira entre a Armênia e Turquia é uma linha contínua de 268 km de extensão, sentido noroeste-sudeste, que separa o sul da  Armênia do território da Turquia. É marcada pelo rio Acuriã e passa entre as províncias turcas  (sul para norte) de Eder, Carse, Ardacane e as províncias armênias (sul para norte) de Ararate,  Armavir, Aragatsotn, Xiraque.
Essa fronteira foi definida depois do final da Primeira Grande Guerra com a pulverização do Império Otomano, que deu origem à moderna Turquia, e com o estabelecimento de uma república independente da Armênia, que foi em 1920 incorporada na União Soviética.
Em 1994, a Turquia decidiu fecha-la unilateralmente em apoio aos turcófonos do Azerbaijão no Conflito no Nagorno-Karabakh.

## Traçado
Esse é um dos trechos fronteiriços que separam os continentes Ásia e Europa na região do Cáucaso. Ao sul a fronteira se inicia no ponto tríplice Turquia-Armênia-Azerbaijão (Naquichevão), na região do Curdistão turco, próximo ao Monte Ararate, à cidade de Ani em Carse, ponto muito próximo também ao noroeste do Irã. Vai até a fronteira tríplice no norte, entre os dois países e a Geórgia.

## História
Após o colapso da URSS em 1991, a Armênia conquistou a independência e herdou sua seção da fronteira entre a Turquia e a URSS. Embora a Turquia tenha reconhecido a independência da Armênia, as relações entre os dois países quase imediatamente azedaram e a fronteira foi fechada: a Turquia se opôs às reivindicações irredentistas ao leste da Turquia por nacionalistas armênios defendendo uma 'Armênia Unida', bem como aos esforços da Armênia para obter o reconhecimento internacional do genocídio armênio; a Turquia também apoiou seu aliado Azerbaijão na Primeira Guerra do Alto Carabaque.  As relações descongelaram ligeiramente na década de 2000, resultando na assinatura dos Protocolos de Zurique em 2009, nos quais se previa que a fronteira poderia ser reaberta. As negociações fracassaram, no entanto, e a fronteira permanece fechada. 